# El Charco de Lucas
El Charco de Lucas är en ort i Mexiko.   Den ligger i kommunen Xichú och delstaten Guanajuato, i den centrala delen av landet, 230 km norr om huvudstaden Mexico City. El Charco de Lucas ligger 968 meter över havet och antalet invånare är 115.
Terrängen runt El Charco de Lucas är kuperad åt sydväst, men åt nordost är den bergig. El Charco de Lucas ligger nere i en dal. Runt El Charco de Lucas är det glesbefolkat, med 14 invånare per kvadratkilometer. Närmaste större samhälle är Xichú, 10,3 km väster om El Charco de Lucas. I omgivningarna runt El Charco de Lucas växer huvudsakligen savannskog.